# アール・メイナード
アール・メイナード（Earl Maynard、1935年11月28日 - ）は、当時のイギリス領バルバドス出身の元プロレスラー。
イギリスからアメリカ合衆国に渡り、鍛え抜かれた肉体美を持つベビーフェイスの黒人レスラーとして活躍した。アクション俳優としても数々の映画作品に出演している。

## 来歴
キプロスに駐屯していたイギリス空軍を除隊後、ボディビルダーを経て、1961年にイギリスのマット界にてデビュー。以降、イギリスおよび西ドイツでプロレスラーとして活動する一方、1964年にはボディビルのミスター・ユニバース（Mr. Universe）となっている。英国マットではアルバート・ウォール、シーン・リーガン、ポール・バション、ゴードン・ネルソンなどと対戦。レス・ソントンやビル・ロビンソンとも邂逅したという。
1967年、プロモーターのグスト・カラスに招かれて初渡米。NWAのセントラル・ステーツ地区において、トーア・カマタ、ボブ・ブラウン、ボブ・ガイゲル、マイク・デビアス、そしてディック・ザ・ブルーザーとも対戦。同年5月12日にはミズーリ州セントジョセフにてジン・キニスキーのNWA世界ヘビー級王座に挑戦した。
並行して参戦していたAWAでは、当時ベビーフェイスだったアーニー・ラッドのパートナーに起用され、ラリー・ヘニング&ハーリー・レイスが保持していたAWA世界タッグ王座にも各地で挑戦。クリス・マルコフ&アンジェロ・ポッフォのデビルズ・デュオとも対戦した。
1968年からはWWWFに参戦。ゴリラ・モンスーン、プロフェッサー・タナカ、ギロチン・ゴードン、バロン・シクルナ、ブル・ラモス、ハンス・モーティア、ルー・アルバーノなどのヒール勢と対戦し、ブルーノ・サンマルチノともタッグを組んだ。ニューヨークのマディソン・スクエア・ガーデンではジョニー・ロッズやルーク・グラハムから勝利を収めている。
1969年より太平洋岸に進出。カナダのバンクーバーでは日系アメリカ人のディーン樋口と組み、同年5月12日のトーナメント決勝でキニスキー&バッド・ボーイ・シールズを破り、空位となっていたNWAカナディアン・タッグ王座を獲得した。サンフランシスコではピーター・メイビアやロッキー・ジョンソンと共闘して、パット・パターソンやスタン・スタージャックと抗争を展開した。
1971年2月、ミル・マスカラスやスパイロス・アリオンと共に日本プロレスに初来日。2月24日に秋田県立体育館において、大木金太郎のアジアヘビー級王座に挑戦した。日本プロレスには翌1972年5月にも再来日しており、6月2日の岡山市大会では黒人レスラーの総帥ボボ・ブラジルと組んでジャイアント馬場&大木と対戦している。
その間、アメリカではロサンゼルスを主戦場にドリー・ディクソンとの黒人コンビで活動。キンジ渋谷&マサ斎藤とNWAアメリカス・タッグ王座を争った。シングルでも1971年6月5日に渋谷、1973年1月20日にリッパー・コリンズを破り、TV王座を2回獲得している。ロサンゼルスでは日本で邂逅したマスカラスともタッグを組んでおり、マスカラスはメイナードを「数少ない気の合ったパートナーの一人」として評価していた。
1973年9月、新日本プロレスの『闘魂シリーズ』に参戦。アントニオ猪木とのシングルマッチも3回行われた。シリーズ中はWWWFでも組んでいたビクター・リベラ、さらには外国人エース格のジョニー・パワーズや特別参加のジョニー・バレンタインとのタッグチームも実現した。
1974年には深南部のジョージア地区において一時的に覆面レスラーに変身し、タイガー・コンウェイ・ジュニアとブラック・クルセーダーズ（The Black Crusaders）なる黒人覆面タッグチームを結成。テリー・ガービン&ロニー・ガービンのガービン・ブラザーズと抗争した。
キャリア末期は古巣のサンフランシスコ地区に出場。1976年にはポークチョップ・キャッシュやペドロ・モラレスをパートナーに、ノーマン・フレデリック・チャールズ3世&ロード・ジョナサン・ボイドのロイヤル・カンガルーズと対戦した。
引退後はハリウッドにてアクション映画俳優として活躍。約20本の映画に出演した後、バルバドスに戻って不動産事業主に転じた。

## 獲得タイトル
NWAオールスター・レスリング
- NWAカナディアン・タッグ王座（バンクーバー版）：1回（w / ディーン樋口）[10]

NWAハリウッド・レスリング
- NWA "ビート・ザ・チャンプ" TV王座：2回[15]
- NWAアメリカス・タッグ王座：2回（w / フランキー・レイン、ドリー・ディクソン）[14]

## 出演作品
- ブラック・ハンター Truck Turner（1974年）[21]
- マンディンゴ Mandingo（1975年）[21]
- カリブの嵐 Swashbuckler（1976年）[21]
- ザ・ディープ The Deep（1977年）[21]
- サイレントフルート Circle of Iron（1978年）[21]
- 0086笑いの番号 The Nude Bomb（1980年）[21]
- バトルクリーク・ブロー The Big Brawl（1980年）[21]
- マジック・クエスト 魔界の剣 The Sword and the Sorcerer（1982年）[21]

　など